# ارتش متحد ضد ژاپنی شمال شرقی
ارتش متحد ضد ژاپنی شمال شرقی (انگلیسی: Northeast Anti-Japanese United Army) پس از حمله ژاپن به منچوری در سال ۱۹۳۱، ارتش اصلی چریکی ضد ژاپنی در شمال شرقی چین منچوری بود.